# مسئولیت قانونی
مسئولیت قانونی در حقوق عبارت است از تعهد و التزامی که شخص برای پاسخگویی به قانون دارد. این مسئولیت هم در قالب قانون کیفری و هم در قالب قانون مدنی قابل تعریف است.
وقتی فردی از قانون تخطی کند، دچار مسئولیت قانونی می‌شود. اگر این تخطی منجر به خسارت به شخصی دیگر شود و فرد مسئول، در مقام ترمیم خسارتی باشد که به دیگری وارد آمده است، گفته می‌شود او در برابر فرد خسارت دیده مسئولیت مدنی دارد.
مسئولیت قانونی خود به دو شکل قراردادی یا عهدی، و خارج از قرارداد یا قهری تقسیم می‌شود. مسئولیت قراردادی عبارت از تعهدی است که در نتیجه تخلف از قرارداد خصوصی معتبر برای اشخاص ایجاد می‌شود، بر عکس مسئولیت قهری هنگامی مصداق می‌یابد که بر اثر نقض تکلیف و وظیفه قانونی، زیانی به کسی برسد. در این جا هیچ پیمانی در بین نیست و ریشه این مسئولیت، تخلف از تکلیف قانونی است که در آن مورد وجود دارد.
نظریه‌های مختلفی در مورد مسئولیت قانونی وجود دارند اما وجه مشترک همهٔ آن‌ها در این است که ابتدا باید شرایطی در مورد یک فرد (اعم از فرد حقیقی یا حقوقی) اثبات شود تا بتوان او را به صورت قانونی مسئول دانست. مثلاً نظریهٔ «اهمال» چنین می‌گوید که برای این که کسی بابت اهمال کاری مسئولیت قانونی پیدا کند باید ثابت شود که وی (۱) وظیفه‌ای بر عهده داشته، (۲) آن را انجام نداده، (۳) انجام ندادنش باعث خسارت به کسی دیگر شده، و (۴) این خسارت قابل جبران است.
گاهی میزان مسئولیت قانونی افراد به طور قراردادی محدود می‌شود؛ مثلاً یک شرکت با مسئولیت محدود شرکتی است که در آن به طور قرادادی، سهام‌داران در سود سهام شراکتی نامحدود دارند، اما اگر سهام شرکت ضرر کند میزان مسئولیت قانونی آن‌ها محدود به ارزش سهامشان می‌شود و از دارای شخصی‌شان برای پرداخت خسارت استفاده نخواهد شد.